# Lista de candidatos presidenciais dos partidos majoritários dos Estados Unidos que perderam em seu estado de origem
Abaixo está uma lista dos candidatos presidenciais dos principais partidos que perderam em seus estados de nascimento ou de residência. Embora muitos candidatos bem-sucedidos tenham conquistado a presidência sem vencer no seu estado de nascimento, apenas quatro (James K. Polk, Woodrow Wilson, Richard Nixon e Donald Trump) venceram as eleições, apesar de terem perdido em seu estado de residência. Nixon, um californiano de longa data, fixou residência em Nova Iorque após a sua candidatura fracassada ao cargo de governador da Califórnia, mas mais tarde voltou a residir durante a sua presidência e antes da sua reeleição.

## Candidatos que venceram as eleições
| Ano da eleição | Nome                   | Partido     | Estado de nascimento | Estado de nascimento | Estado de nascimento | Estado de residência | Estado de residência | Estado de residência |
| Ano da eleição | Nome                   | Partido     | Estado               | Resultado            | Margem               | Estado               | Resultado            | Margem               |
| -------------- | ---------------------- | ----------- | -------------------- | -------------------- | -------------------- | -------------------- | -------------------- | -------------------- |
| 1832           | Andrew Jackson         | Democrata   | Carolina do Sul      | Perdeu               | N/A                  | Tennessee            | Venceu               | 90,84%               |
| 1840           | William Henry Harrison | Whig        | Virgínia             | Perdeu               | –1,3%                | Ohio                 | Venceu               | 8,53%                |
| 1844           | James K. Polk          | Democrata   | Carolina do Norte    | Perdeu               | –4,78%               | Tennessee            | Perdeu               | –0,10%               |
| 1848           | Zachary Taylor         | Whig        | Virgínia             | Perdeu               | –1,60%               | Luisiana             | Venceu               | 9,18%                |
| 1860           | Abraham Lincoln        | Republicano | Kentucky             | Perdeu               | –44,3%               | Illinois             | Venceu               | 3,5%                 |
| 1864           | Abraham Lincoln        | Republicano | Kentucky             | Perdeu               | –39,6%               | Illinois             | Venceu               | 8,8%                 |
| 1916           | Woodrow Wilson         | Democrata   | Virgínia             | Venceu               | 35,16%               | Nova Jérsei          | Perdeu               | –11,72%              |
| 1968           | Richard Nixon          | Republicano | Califórnia           | Venceu               | 3,08%                | Nova Iorque          | Perdeu               | –5,46%               |
| 1988           | George H. W. Bush      | Republicano | Massachusetts        | Perdeu               | –7,85%               | Texas                | Venceu               | 12,60%               |
| 2000           | George W. Bush         | Republicano | Connecticut          | Perdeu               | –17,47%              | Texas                | Venceu               | 21,32%               |
| 2004           | George W. Bush         | Republicano | Connecticut          | Perdeu               | –10,36%              | Texas                | Venceu               | 22,87%               |
| 2016           | Donald Trump           | Republicano | Nova Iorque          | Perdeu               | −22,49%              | Nova Iorque          | Perdeu               | −22,49%              |

## Candidatos que perderam as eleições
Apenas os candidatos que venceram em pelo menos um estado (a maioria deles não tendo necessariamente vencido nos seus estados de nascimento e a maioria dos outros não tendo necessariamente vencido nos seus estados residentes) nas eleições gerais estão listados aqui.
| Nome                        | Ano da eleição | Partido                       | Estado de nascimento           | Estado de residência        |
| --------------------------- | -------------- | ----------------------------- | ------------------------------ | --------------------------- |
| Charles Cotesworth Pinckney | 1804           | Federalista                   | Perdeu na Carolina do Sul      | Perdeu na Carolina do Sul   |
| Charles Cotesworth Pinckney | 1808           | Federalista                   | Perdeu na Carolina do Sul      | Perdeu na Carolina do Sul   |
| Rufus King                  | 1816           | Federalista                   | Venceu em Massachusetts        | Perdeu em Nova Iorque       |
| Henry Clay                  | 1824           | Democrata-Republicano         | Perdeu na Virgínia             | Venceu em Kentucky          |
| Henry Clay                  | 1832           | Nacional Republicano          | Perdeu na Virgínia             | Venceu em Kentucky          |
| William Wirt                | 1832           | Antimaçônico                  | Perdeu em Maryland             | Perdeu em Maryland          |
| John Floyd                  | 1832           | Nulificador                   | Perdeu no Kentucky             | Perdeu na Virgínia          |
| William Henry Harrison      | 1836           | Whig                          | Perdeu na Virgínia             | Venceu em Ohio              |
| Hugh Lawson White           | 1836           | Whig                          | Perdeu na Carolina do Norte    | Venceu no Tennessee         |
| Daniel Webster              | 1836           | Whig                          | Perdeu em Nova Hampshire       | Venceu em Massachusetts     |
| Willie Person Mangum        | 1836           | Whig                          | Perdeu na Carolina do Norte    | Perdeu na Carolina do Norte |
| Martin Van Buren            | 1840           | Democrata                     | Perdeu em Nova Iorque          | Perdeu em Nova Iorque       |
| Henry Clay                  | 1844           | Whig                          | Perdeu na Virgínia             | Venceu no Kentucky          |
| Winfield Scott              | 1852           | Whig                          | Perdeu na Virgínia             | Perdeu em Nova Jérsei       |
| John C. Frémont             | 1856           | Republicano                   | Perdeu na Geórgia              | Perdeu na Califórnia        |
| Millard Fillmore            | 1856           | Know-Nothing                  | Perdeu em Nova Iorque          | Perdeu em Nova Iorque       |
| Stephen A. Douglas          | 1860           | Democrata do Norte            | Perdeu em Vermont              | Perdeu em Illinois          |
| John C. Breckinridge        | 1860           | Democrata do Sul              | Perdeu no Kentucky             | Perdeu no Kentucky          |
| George B. McClellan         | 1864           | Democrata                     | Perdeu na Pensilvânia          | Venceu em Nova Jérsei       |
| Horace Greeley              | 1872           | Liberal Republicano Democrata | Perdeu em Nova Hampshire       | Perdeu em Nova Iorque       |
| Winfield Scott Hancock      | 1880           | Democrata                     | Perdeu na Pensilvânia          | Perdeu na Pensilvânia       |
| Grover Cleveland            | 1888           | Democrata                     | Venceu em Nova Jérsei          | Perdeu em Nova Iorque       |
| Benjamin Harrison           | 1892           | Republicano                   | Venceu em Ohio                 | Perdeu em Indiana           |
| James B. Weaver             | 1892           | Populista                     | Perdeu em Ohio                 | Perdeu em Iowa              |
| William Jennings Bryan      | 1896           | Democrata-Populista           | Perdeu em Illinois             | Venceu no Nebraska          |
| William Jennings Bryan      | 1900           | Democrata-Populista           | Perdeu em Illinois             | Perdeu no Nebraska          |
| Alton B. Parker             | 1904           | Democrata                     | Perdeu em Nova Iorque          | Perdeu em Nova Iorque       |
| William Jennings Bryan      | 1908           | Democrata                     | Perdeu em Illinois             | Venceu no Nebraska          |
| Theodore Roosevelt          | 1912           | Progressista                  | Perdeu em Nova Iorque          | Perdeu em Nova Iorque       |
| William Howard Taft         | 1912           | Republicano                   | Perdeu em Ohio                 | Perdeu em Ohio              |
| James M. Cox                | 1920           | Democrata                     | Perdeu em Ohio                 | Perdeu em Ohio              |
| John W. Davis               | 1924           | Democrata                     | Perdeu na Virgínia Ocidental   | Perdeu em Nova Iorque       |
| Al Smith                    | 1928           | Democrata                     | Perdeu em Nova Iorque          | Perdeu em Nova Iorque       |
| Herbert Hoover              | 1932           | Republicano                   | Perdeu em Iowa                 | Perdeu na Califórnia        |
| Alf Landon                  | 1936           | Republicano                   | Perdeu na Pensilvânia          | Perdeu no Kansas            |
| Wendell Willkie             | 1940           | Republicano                   | Venceu em Indiana              | Perdeu em Nova Iorque       |
| Thomas E. Dewey             | 1944           | Republicano                   | Perdeu em Michigan             | Perdeu em Nova Iorque       |
| Adlai Stevenson             | 1952           | Democrata                     | Perdeu na Califórnia           | Perdeu em Illinois          |
| Adlai Stevenson             | 1956           | Democrata                     | Perdeu na Califórnia           | Perdeu em Illinois          |
| Hubert Humphrey             | 1968           | Democrata                     | Perdeu na Dakota do Sul        | Venceu no Minnesota         |
| George McGovern             | 1972           | Democrata                     | Perdeu na Dakota do Sul        | Perdeu na Dakota do Sul     |
| George H. W. Bush           | 1992           | Republicano                   | Perdeu em Massachusetts        | Venceu no Texas             |
| Al Gore                     | 2000           | Democrata                     | Venceu no Distrito de Colúmbia | Perdeu no Tennessee         |
| John Kerry                  | 2004           | Democrata                     | Perdeu no Colorado             | Venceu em Massachusetts     |
| Mitt Romney                 | 2012           | Republicano                   | Perdeu em Michigan             | Perdeu em Massachusetts     |
| Donald Trump                | 2020           | Republicano                   | Perdeu em Nova Iorque          | Venceu na Flórida           |

## Candidatos que perderam nos estados de origem de seus companheiros de chapa
- Em 1796, John Adams perdeu na Carolina do Sul, estado de residência de seu companheiro de chapa, Thomas Pinckney. Thomas Jefferson perdeu em Nova Iorque, o estado de residência de seu companheiro de chapa Aaron Burr, bem como o estado natal de Burr, Nova Jérsei.
- Em 1800, Thomas Jefferson perdeu em Nova Jérsei, estado natal de seu companheiro de chapa Aaron Burr. John Adams perdeu na Carolina do Sul, estado de residência de seu companheiro de chapa Charles Cotesworth Pinckney.
- Em 1804, Charles Cotesworth Pinckney perdeu em Nova Iorque, o estado de residência de seu companheiro de chapa Rufus King, bem como o estado natal de King, Massachusetts.
- Em 1808, Charles Cotesworth Pinckney perdeu em Nova Iorque, estado de residência de seu companheiro de chapa Rufus King.
- Em 1812, James Madison perdeu em Massachusetts, estado de residência de seu companheiro de chapa, Elbridge Gerry. DeWitt Clinton perdeu na Pensilvânia, estado de residência de seu companheiro de chapa, Jared Ingersoll.
- Em 1816, Rufus King perdeu em Maryland, estado de residência de seu companheiro de chapa, John Eager Howard.
- Em 1824, John Quincy Adams perdeu na Carolina do Sul, estado de residência de seu companheiro de chapa, John C. Calhoun. Henry Clay perdeu em Nova Iorque, estado de residência de seu companheiro de chapa, Nathan Sanford. William H. Crawford perdeu na Carolina do Norte, estado de residência de seu companheiro de chapa, Nathaniel Macon.
- Em 1828, John Quincy Adams perdeu na Pensilvânia, estado de residência de seu companheiro de chapa, Richard Rush.
- Em 1832, Henry Clay perdeu na Pensilvânia, estado de residência de seu companheiro de chapa, John Sergeant. William Wirt perdeu na Pensilvânia, estado de residência de seu companheiro de chapa, Amos Ellmaker. John Floyd perdeu em Massachusetts, estado de residência de seu companheiro de chapa, Henry Lee.
- Em 1836, Martin Van Buren perdeu no Kentucky, estado de residência de seu companheiro de chapa Richard Mentor Johnson. William Henry Harrison e Daniel Webster perderam em Nova Iorque, estado de residência de seu companheiro de chapa mútuo, Francis Granger, bem como no estado natal de Granger, Connecticut. Hugh Lawson White e Willie Person Mangum perderam na Virgínia, o estado de residência de seu companheiro de chapa mútuo, John Tyler.
- Em 1840, William Henry Harrison perdeu na Virgínia, estado de residência de seu companheiro de chapa John Tyler.
- Em 1844, Henry Clay perdeu em Nova Iorque, estado de residência de seu companheiro de chapa, Theodore Frelinghuysen.
- Em 1848, Lewis Cass perdeu no Kentucky, estado de residência de seu companheiro de chapa William Orlando Butler.
- Em 1852, Winfield Scott perdeu na Carolina do Norte, estado de residência de seu companheiro de chapa William Alexander Graham.
- Em 1856, John C. Frémont perdeu em Nova Jérsei, estado de residência de seu companheiro de chapa William L. Dayton. Millard Fillmore perdeu no Tennessee, estado de residência de seu companheiro de chapa Andrew Jackson Donelson.
- Em 1860, Stephen A. Douglas perdeu na Geórgia, estado de residência de seu companheiro de chapa, Herschel Vespasian Johnson. John C. Breckinridge perdeu no Oregon, estado de residência de seu companheiro de chapa, Joseph Lane. John Bell perdeu em Massachusetts, estado de residência de seu companheiro de chapa Edward Everett.
- Em 1864, George B. McClellan perdeu em Ohio, estado de residência de seu companheiro de chapa George H. Pendleton. Além disso, devido à Guerra Civil Americana, Abraham Lincoln não recebeu nenhum voto na Carolina do Norte, estado natal de seu companheiro de chapa Andrew Johnson.
- Em 1868, Ulysses S. Grant perdeu em Nova Iorque, estado natal de seu companheiro de chapa Schuyler Colfax. Horatio Seymour perdeu no Missouri, estado de residência de seu companheiro de chapa Francis Preston Blair Jr..
- Em 1876, Rutherford B. Hayes perdeu em Nova Iorque, estado de residência de seu companheiro de chapa William A. Wheeler. Samuel J. Tilden perdeu em Ohio, estado natal de seu companheiro de chapa Thomas A. Hendricks.
- Em 1880, Winfield Scott Hancock perdeu em Indiana, estado de residência de seu companheiro de chapa William Hayden English.
- Em 1884, Grover Cleveland perdeu em Ohio, estado natal de seu companheiro de chapa Thomas A. Hendricks.
- Em 1888, Grover Cleveland perdeu em Ohio, estado de residência de seu companheiro de chapa Allen G. Thurman.
- Em 1892, Benjamin Harrison perdeu em Nova Iorque, estado de residência de seu companheiro de chapa Whitelaw Reid. James B. Weaver perdeu na Virgínia, estado de residência de seu companheiro de chapa James G. Field.
- Em 1896, William Jennings Bryan perdeu no Maine, estado de residência de seu companheiro de chapa Arthur Sewall.
- Em 1900, William Jennings Bryan perdeu em Illinois, o estado de residência de seu companheiro de chapa Adlai Stevenson I.
- Em 1904, Alton B. Parker perdeu na Virgínia Ocidental, o estado de residência de seu companheiro de chapa Henry Gassaway Davis, bem como no estado natal de Davis, Maryland.
- Em 1908, William Jennings Bryan perdeu em Indiana, o estado de residência de seu companheiro de chapa John W. Kern.
- Em 1912, William Howard Taft perdeu em Nova Iorque, o estado de residência de seu companheiro de chapa Nicholas Murray Butler.
- Em 1916, Woodrow Wilson perdeu em Indiana, o estado de residência de seu companheiro de chapa Thomas R. Marshall. Charles Evans Hughes perdeu em Ohio, estado natal de seu companheiro de chapa Charles W. Fairbanks.
- Em 1920, James M. Cox perdeu em Nova Iorque, o estado de residência de seu companheiro de chapa Franklin D. Roosevelt.
- Em 1924, John W. Davis perdeu no Nebraska, o estado de residência de seu companheiro de chapa Charles W. Bryan, bem como o estado natal de Bryan, Illinois. Robert M. La Follette perdeu em Montana, o estado de residência de seu companheiro de chapa Burton K. Wheeler, bem como o estado natal de Wheeler, Massachusetts.
- Em 1932, Herbert Hoover perdeu no Kansas, estado de residência de seu companheiro de chapa Charles Curtis.
- Em 1936, Alf Landon perdeu em Illinois, o estado de residência de seu companheiro de chapa Frank Knox, bem como no estado natal de Knox, Massachusetts.
- Em 1940, Franklin D. Roosevelt perdeu em Iowa, estado de residência de seu companheiro de chapa Henry A. Wallace. Wendell Willkie perdeu no Oregon, estado de residência de seu companheiro de chapa Charles L. McNary.
- Em 1956, Adlai Stevenson II perdeu no Tennessee, estado de residência de seu companheiro de chapa Estes Kefauver.
- Em 1960, Richard Nixon perdeu em Massachusetts, estado de residência de seu companheiro de chapa Henry Cabot Lodge Jr..
- Em 1964, Barry Goldwater perdeu em Nova Iorque, estado de residência de seu companheiro de chapa William E. Miller.
- Em 1968, Richard Nixon perdeu em Maryland, estado de residência de seu companheiro de chapa Spiro Agnew. George Wallace perdeu na Califórnia, o estado de residência de seu companheiro de chapa Curtis LeMay, bem como no estado natal de LeMay, Ohio.
- Em 1972, George McGovern perdeu em Maryland, estado natal de seu companheiro de chapa, Sargent Shriver.
- Em 1984, Walter Mondale perdeu em Nova Iorque, estado de residência de sua companheira de chapa, Geraldine Ferraro.
- Em 1988, Michael Dukakis perdeu no Texas, estado de residência de seu companheiro de chapa Lloyd Bentsen.
- Em 1996, Bob Dole perdeu em Nova Iorque, o estado de residência de seu companheiro de chapa Jack Kemp, bem como o estado natal de Kemp, a Califórnia.
- Em 2004, John Kerry perdeu na Carolina do Norte, o estado de residência de seu companheiro de chapa John Edwards, bem como o estado natal de Edwards, a Carolina do Sul.
- Em 2012, Mitt Romney perdeu no Wisconsin, estado de residência de seu companheiro de chapa, Paul Ryan.